# Вереншёлль, Эрик Теодор
Э́рик Теодо́р Ве́реншёлль (норв. Erik Theodor Werenskiold; 11 февраля 1855 года, Эйдскуг — 23 ноября 1938 года, Осло) — норвежский художник и график.

## Биография
Вереншёлль родился в коммуне Эйдскуг, через некоторое время семья переехала в Конгсвингере, где он и вырос. Был четвёртым сыном командующего крепостью Конгсвингер (нор.). Обучение живописи начала Конгсвингере в 1872 году. По совету художника Адольфа Тидеманда поступил в художественный колледж. В течение 1873 года был учеником норвежского скульптора Юлиуса Миддельтуна (нор.) в Художественной школе Христиании (норв. Tegneskolen i Kristiania). Осенью 1875 года некоторое время учился у художника Акселя Эндера. 

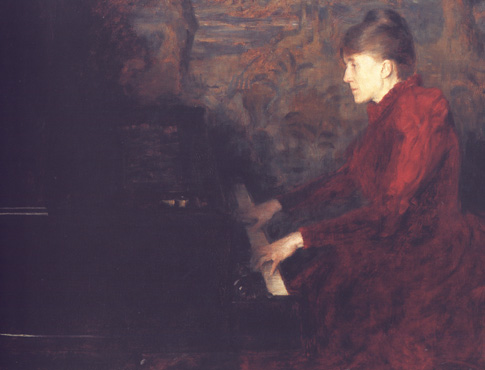
Портрет пианистки Эрики Ниссен (1892). Национальная галерея, Осло

В 1875 году переехал в Мюнхен, продолжая там своё образование на протяжении 4 лет. Там познакомился с Шарлем-Франсуа Добиньи. Весной 1880 года у Вереншёлля парализовало правую руку. После полугода лечения и восстановления в Швейцарии, в Верхней Баварии и Тироле, он полностью восстановил своё здоровье. Вдохновлённый французской живописью и движением натурализма, отправился в 1881 году в Париж. В 1883 году вернулся в Норвегию.
Вереншёлль — автор жанровых картин с изображениями крестьянства, портретов (Бьёрнстьерне Бьёрнсона, Генрика Ибсена и др.), пейзажей, иллюстраций к сборнику «Норвежские народные сказки» (нор.) П. К. Асбьёрнсена и Й. Э. Му и норвежскому изданию «Круга земного» исландского поэта Снорри Стурлусона.

## Семья
- жена — София Мария Столтенберг Томсен (норв. Sophie Marie Stoltenberg Thomesen, 1849—1926), художник.
- сын — Вернер (нор.[норв.]) — географ и геолог
- сын — Дагфин (нор.[норв.]) — скульптор и художник